# El Tambo, Nariño
El Tambo là một khu tự quản thuộc tỉnh Nariño, Colombia. Thủ phủ của khu tự quản El Tambo đóng tại El Tambo Khu tự quản El Tambo có diện tích 344 ki lô mét vuông. Đến thời điểm ngày 28 tháng 5 năm 2005, khu tự quản El Tambo có dân số 28820 người.